# Dig
Dig és una pel·lícula estatunidenca de John Hubley de 1972 escrita i produïda per Faith Hubley, música de Quincy Jones.

## Repartiment
- Jack Warden (Rocco),
- Morris Carnovsky (Earl of Limestone),
- Phil Leeds (Pre-Cambrian Rocks)